# Pachystachys
Genre
Classification APG III (2009)
Pachystachys est un genre de plantes à fleurs de la famille des Acanthacées. Il regroupe une douzaine d'espèces d'arbustes originaires des régions tropicales d'Amérique.

## Étymologie
Le nom Pachy-stachys vient des mots grecs παχύς / pakhýs, épais, et σταχυς / stachys, « épis, fruit, rejeton », littéralement « épis épais », en référence à ses épaisses inflorescences. 

## Liste des espèces
Selon "The Plant List" 16 mai 2012
- Pachystachys badiospica Wassh.
- Pachystachys coccinea (Aubl.) Nees - Plumet d'officier
- Pachystachys fosteri Wassh.
- Pachystachys incarnata Wassh.
- Pachystachys killipii Wassh.
- Pachystachys longibracteata Wassh.
- Pachystachys lutea Nees
- Pachystachys ossolae Wassh.
- Pachystachys puberula Wassh.
- Pachystachys rosea Wassh.
- Pachystachys schunkei Wassh.
- Pachystachys spicata (Ruiz & Pav.) Wassh.

Selon NCBI (6 Aug 2010) :
- Pachystachys coccinea
- Pachystachys lutea

## Espèces aux noms synonymes, obsolètes et leurs taxons de référence
Selon "The Plant List" 16 mai 2012
- Pachystachys asperula Nees = Pachystachys spicata (Ruiz & Pav.) Wassh.
- Pachystachys latior Nees = Pachystachys spicata (Ruiz & Pav.) Wassh.
- Pachystachys nutans Nees = Mirandea nutans (Nees) T.F. Daniel.
- Pachystachys riedeliana Nees = Pachystachys spicata (Ruiz & Pav.) Wassh.
- Pachystachys albiflora Rizzini = Unresolved